# Castillo de Castellote
El castillo de Castellote es una fortaleza que se emplaza sobre una peña de color grisáceo que domina la villa de Castellote (Teruel, España).

## Características
El castillo posee unas dimensiones de aproximadamente 130 m en su eje mayor, por 50 m de anchura.
De planta irregular, sus tres recintos están dispuestos escalonadamente, dado el desnivel del terreno en el que se asienta.
Se accede a pie por un camino que parte de la Iglesia de San Miguel, pero originariamente se accedía a través de un puente levadizo.
Actualmente se conservan restos de cuatro torres, destacando la torre del homenaje por su gran envergadura: 24 m por 6 m, con un grosor de sus muros de casi 3 m, donde aún se observan vanos de iluminación.

## Historia

### Edad Media
Las primeras noticias del castillo datan de 1168, cuando fue definitivamente reconquistado a los musulmanes por Alfonso II el Casto, si bien la población ya figuraba con el nombre de Castellot en documentos eclesiásticos de 1148 y 1158, lo que permite suponer la existencia del recinto entonces.
Probablemente la fortaleza fuera árabe en origen y, de acuerdo a algunos autores, constituye un «ejemplo de los primitivos castillos levantados por las órdenes militares y podemos estimarlo de comienzos del siglo XIII».
En octubre de 1188, el señor del castillo de Castellote, el noble Gascón de Castellot, ingresó en la Orden del Santo Redentor, donando la fortaleza a esta orden militar. Al disolverse esta Orden ocho años más tarde, el castillo pasó a formar parte de la Orden del Temple. A principios del siglo XIV, la extinción de los templarios dio como resultado la llegada al castillo de los Sanjuanistas (1317), quienes allí permanecieron hasta 1769.

### Edad Contemporánea
Con la Primera Guerra Carlista, la fortaleza volvió a tener importante protagonismo. El pretendiente Don Carlos, tras visitarla en 1837, ordenó al General Cabrera que la modernizara y ampliara con el fin de convertirla en uno de los baluartes carlistas del Maestrazgo. Habiendo sido estas obras dirigidas por el teniente coronel portugués Manuel Brusco.
El 23 de marzo de 1840, los liberales al mando del General Espartero atacaron la ermita de San Macario y San Cristóbal en Castellote, debiendo los defensores replegarse al castillo. Esa noche, los ataques de artillería de los liberales destruyeron numerosas aspilleras, el torreón de la Atalaya y los principales bastiones, la torre del homenaje y numerosos muros.
Espartero mandó un parlamentario para que se rindieran los defensores, prometiéndoles que se les respetaría la vida.
Los sitiados, que tenían órdenes de no parlamentar, destruyeron el puente de acceso como señal de rechazo.
La contienda continuó durante los dos días siguientes, y los isabelinos finalmente lograron tomar el edificio oriental del castillo; no obstante, al intentar luego entrar en el torreón, último reducto de los carlistas, fueron rechazados.
En un momento dado, se decidió minar la única torre que continuaba en pie, aunque esta iniciativa finalmente no se llevó a cabo.
A la postre, los sitiados, dada cuenta su desesperada situación, se rindieron el 27 de marzo.
Espartero se encargó de que a los sitiados se les respetara la vida y les elogió delante de sus tropas por su heroica defensa de la plaza.
Tras varios días de ataque con artillería, el Castillo de Castellote quedó prácticamente en ruinas.
Tras la victoria sobre los carlistas, Espartero ordenó la desmantelación total del edificio.
La restauración del Castillo fue realizada durante 2011 por el Ayuntamiento de Castellote con la colaboración de los Ministerios de Fomento y Cultura, dentro de los Planes para la conservación del Patrimonio Arquitectónico e Histórico.